# Лок (Воєводина)
Лок (серб. Лок) — село в Сербії, належить до общини Тітел Південно-Бацького округу в багатоетнічному, автономному краю Воєводина.

## Населення
Населення села становить 1495 осіб (2002, перепис), з них:
- серби — 1413 — 95,15 %;
- мадяри — 240 — 19,12 %;
- югослави — 27 — 2,15 %;

Решту жителів  — з десяток різних етносів, зокрема: чорногорці, хорвати, словаки і зкілька русинів-українців.

## Галерея

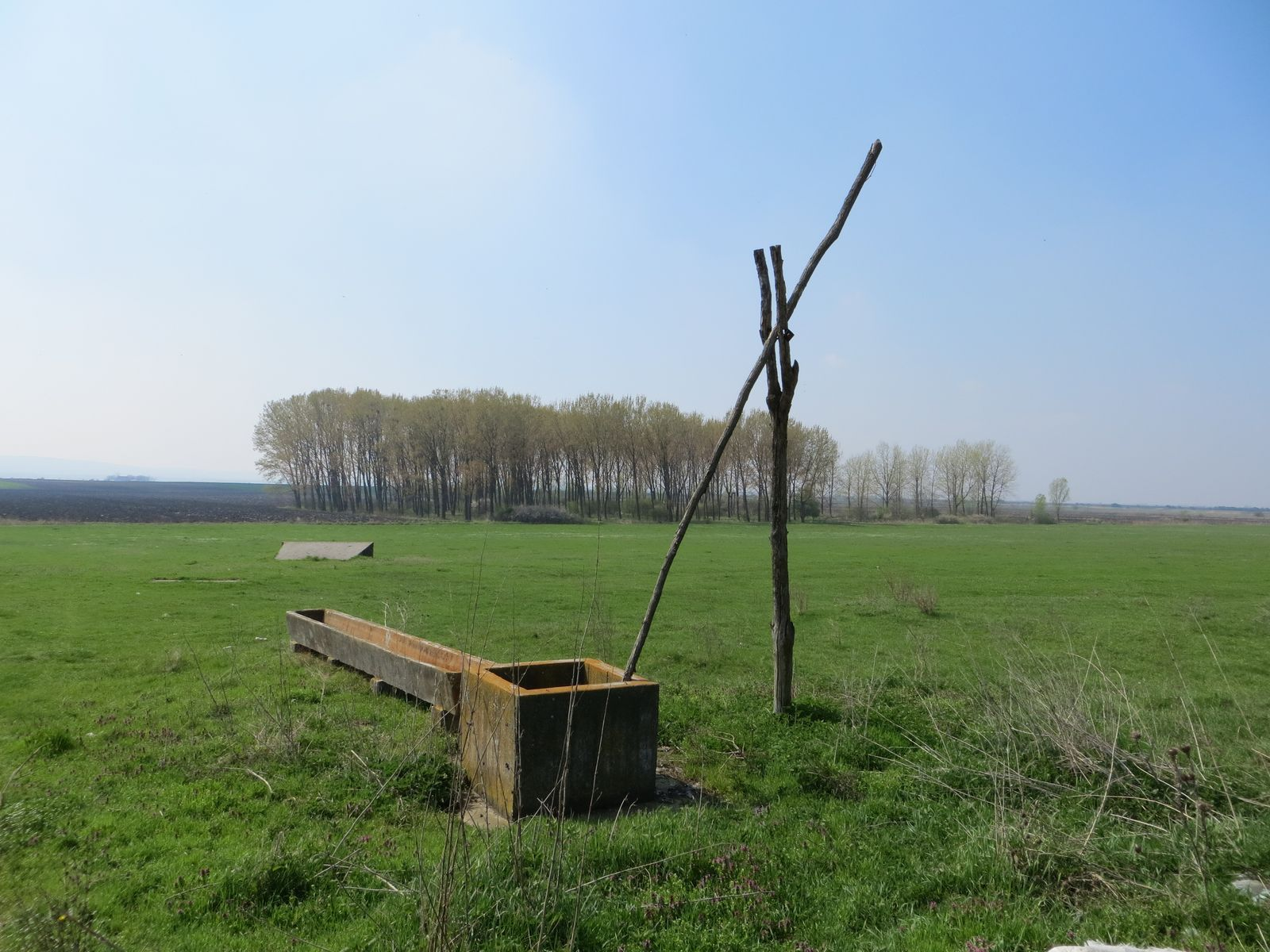
Криничний журавель біля села
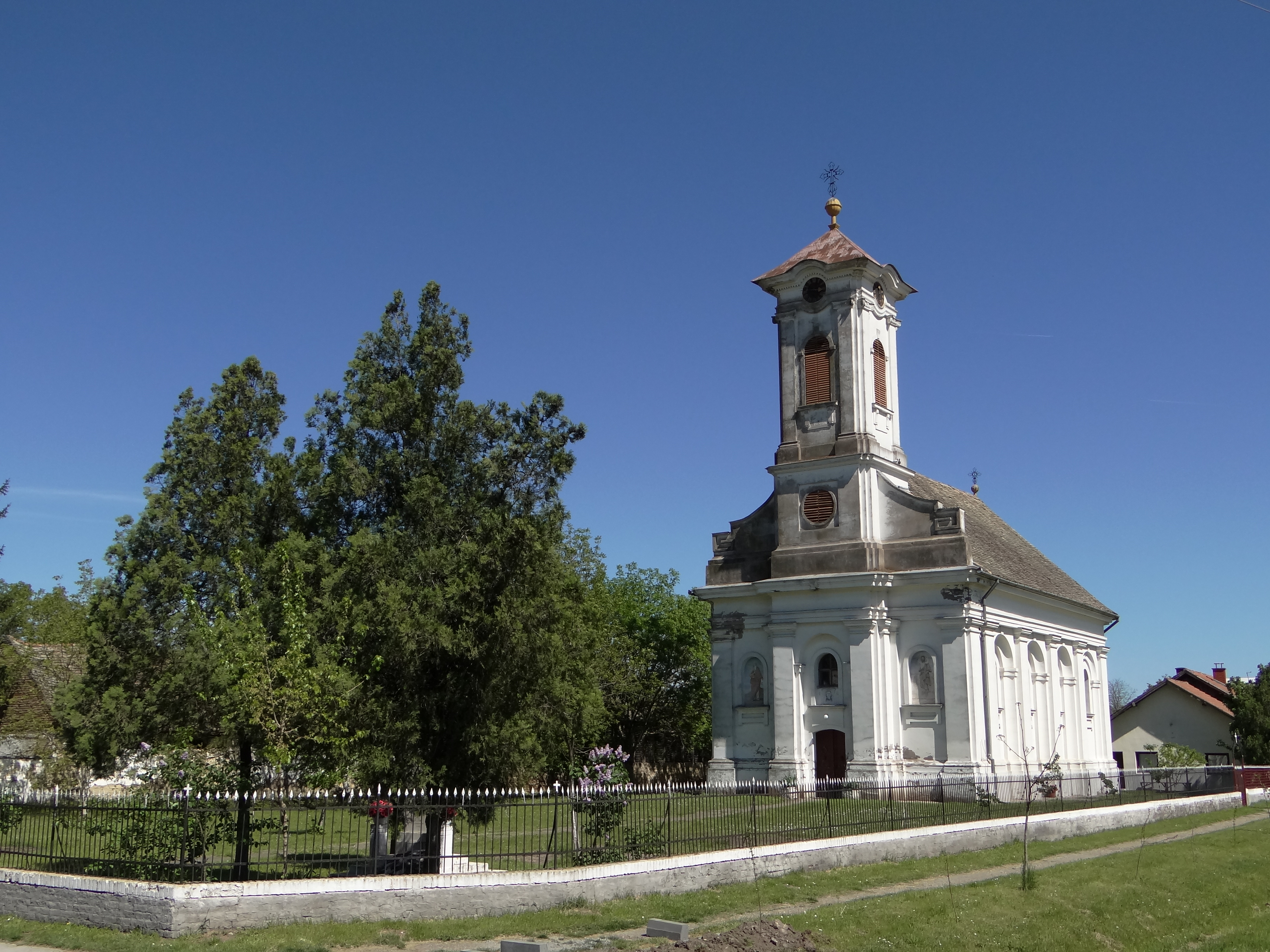
Православна церква
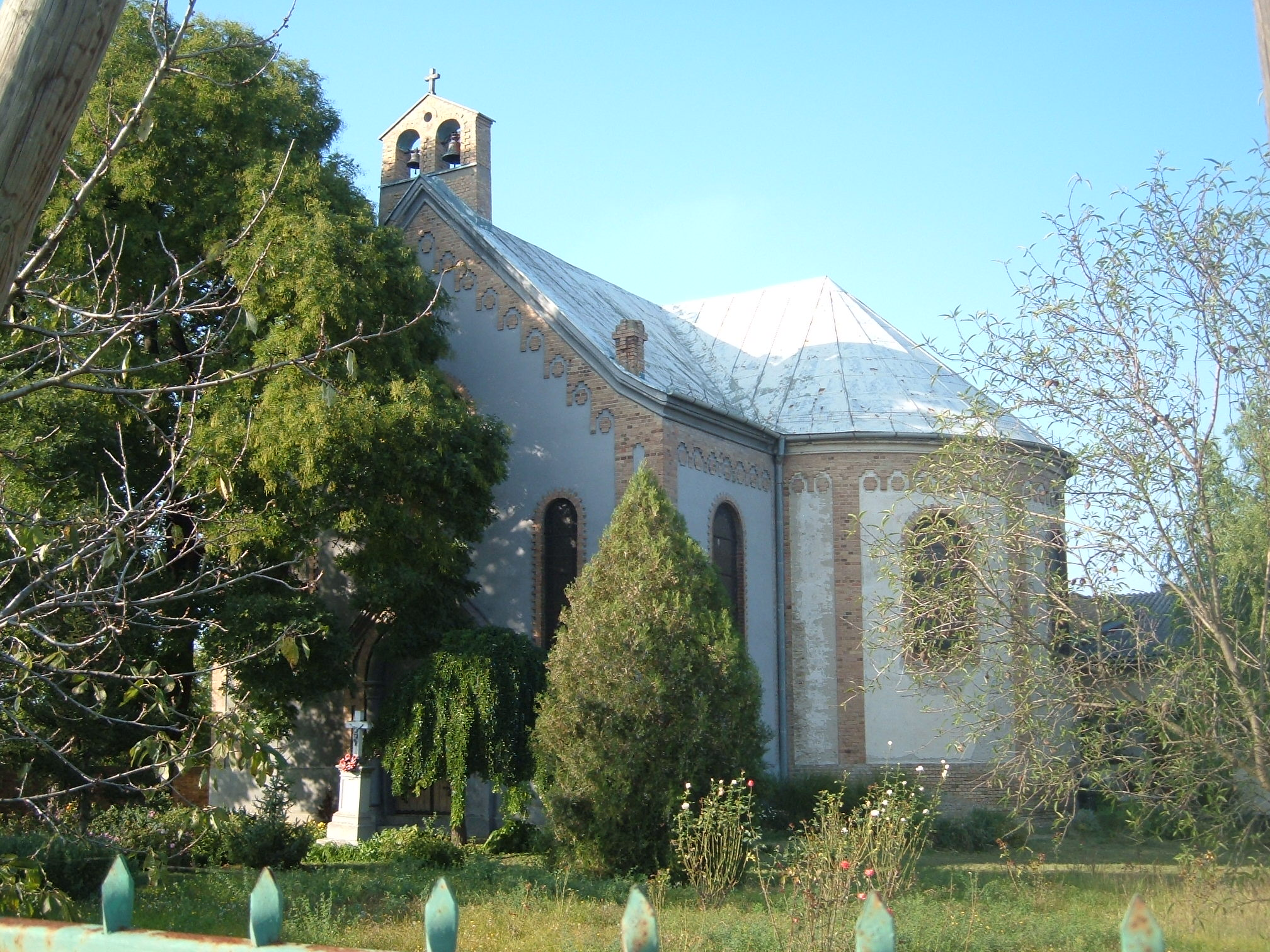
Католицька церква